# Olena Apanovyč
Olena Mykhajlivna Apanovyč (in ucraino Олена Михайлівна Апанович?; Melekes, 9 novembre 1919 – 21 febbraio 2000) è stata una storica ucraina, la cui ricerca si è concentrata principalmente sulla Sič di Zaporižžja. Ha vinto il premio Antonovyč nel 1994.

## Biografia
Figlia di un impiegato delle ferrovie, i suoi parenti raccontano che la madre la diede alla luce in un vagone ferroviario in Russia. Suo padre era di ceppo contadino bielorusso (da cui il cognome bielorusso Apanovyč) e sua madre di origini nobili polacche di modesta entità. Trascorse l'infanzia in Manciuria, nel nord-est della Cina, dove suo padre lavorava. In seguito all'invasione giapponese della Manciuria, fu deportata dai giapponesi insieme alla famiglia; nel 1993 si stabilirono a Kharkiv, dove Olena terminò il liceo. La madre morì poco dopo e suo padre fu soppresso nel 1939 con false accuse.
Nel 1937 Apanovyč entrò nell'All-Union Communist Institute of Journalism di Mosca, ma la scuola fu presto chiusa e tornò a Kharkiv, dove, poco prima dell'inizio della seconda guerra mondiale, si diplomò presso l'istituto pedagogico nella facoltà di lingua e letteratura russa. Dopo l'inizio dell'invasione tedesca, fu evacuata in Kazakistan e Bashkiria. Dal maggio 1944 lavorò a Kiev presso l'archivio di Stato dell'Ucraina come ricercatrice e preparò molti documenti storici per la pubblicazione.
Nel 1950 Apanovyč difese la propria tesi di dottorato sulla partecipazione dei cosacchi di Zaporižžja alla guerra russo-turca del 1768-1774. Entrò poi a far parte dell'Istituto di storia dell'Accademia delle scienze dell'Ucraina come una delle maggiori esperte sui cosacchi. Durante il periodo 1950-72, guidò spedizioni archeologiche in luoghi legati alla storia dei cosacchi di Zaporižžja, pubblicò molti lavori scientifici e stilò un registro completo dei memoriali dei cosacchi di Zaporižžja.
Dal 1972, dopo essere stata licenziata per motivi politici dall'Istituto di storia, Apanovyč lavorò nella Biblioteca Scientifica Centrale dell'Accademia delle Scienze dell'Ucraina, dando un contributo significativo alla ricerca sui manoscritti. All'inizio degli anni '80 fu spesso invitata come consulente storica per documentari e film sui cosacchi ucraini.

## Premi e riconoscimenti
- 1991 - Membro dell'Unione degli scrittori dell'Ucraina
- 1994 - Premio Taras Ševčenko
- 1994 - Premio Antonovyč